# Justin Valentin

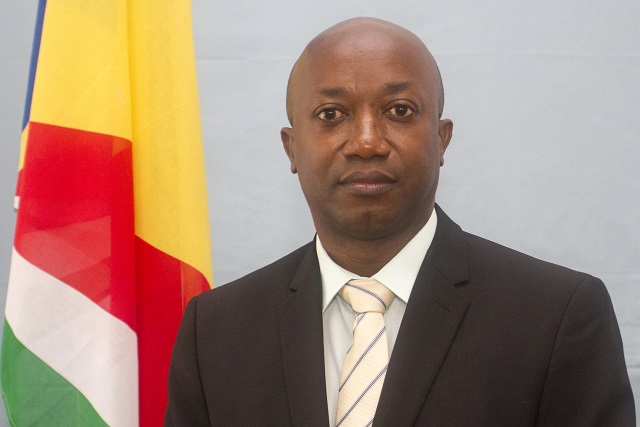
Justin Valentin

Justin Davis Valentin (geb. 14. April 1971) ist ein Politiker und Lehrer der Seychellen. 2018 wurde er zum Vizekanzler der University of Seychelles ernannt. Am 3. November 2020 folgte dann die Ernennung zum Minister of Education and Human Resources Development in Nachfolge von Jeanne Siméon.

## Leben
Valentin erhielt ein Diplom für Education (Bildung) an der Hochschule Seychelles Polytechnic. Er setzte dann seine Studien in Australien fort und erwarb einen Bachelor of Education an der Edith Cowan University, sowie einen Master an der Universiti Sains Malaysia und einen Doktor am King’s College London. Er spezialisierte sich auf Naturwissenschaften und Mathematik-Unterricht. Zunächst arbeitete er als Lehrer und setzte dann seine Karriere als Forscher beim Ministry of Education fort.
Valentin veröffentlichte 1993 den Roman Testanman Rezete, einen Roman in der französisch-basierte Kreolsprache Seychellenkreol (Seselwa).
2013 wurde Valentin Dean for Business and Law (Dekan) an der University of Seychelles und am 2. Februar 2018 zum Vizekanzler der Universität ernannt.
Am 30. Oktober 2020 wurde er zum Minister of Education and Human Resources Development gewählt.

## Werke
- Testanman Rezete 1993. Lenstiti Kreol, in Seychellois Creole.[6]
- Enn ti zafer pour Marmay 2001. Lenstiti Kreol; ISBN 99931-5067-3 (Kinderbuch)[8]